# Haardtrand – Am Hasenberg
Das Naturschutzgebiet Haardtrand – Am Hasenberg liegt im Landkreis Südliche Weinstraße in Rheinland-Pfalz. Das etwa 23,0 ha große Gebiet, das im Jahr 1989 unter Naturschutz gestellt wurde, erstreckt sich am nordöstlichen Rand der Ortsgemeinde Schweigen-Rechtenbach. Östlich verläuft die B 38, nördlich fließt der Rußbach. Am südwestlichen Rand des Gebietes verläuft die Staatsgrenze zu Frankreich.

## Tourismus
Mitten durch das Naturschutzgebiet verläuft der Prädikatswanderweg Pfälzer Weinsteig.